# Fairgrove
Fairgrove é uma vila localizada no estado americano de Michigan, no Condado de Tuscola.

## Demografia
Segundo o censo americano de 2000, a sua população era de 627 habitantes.
Em 2006, foi estimada uma população de 612, um decréscimo de 15 (-2.4%).

## Geografia
De acordo com o United States Census Bureau tem uma área de
2,8 km², dos quais 2,8 km² cobertos por terra e 0,0 km² cobertos por água. Fairgrove localiza-se a aproximadamente 179 m acima do nível do mar.

## Localidades na vizinhança
O diagrama seguinte representa as localidades num raio de 20 km ao redor de Fairgrove.